# パトリシオ・ウルティア
パトリシオ・ウルティア（Patricio Javier Urrutia Espinoza、1978年10月15日 - ）は、エクアドルの元サッカー選手。元エクアドル代表。ポジションはミッドフィールダー。

## 経歴
2004年11月に2006 FIFAワールドカップ・南米予選でエクアドル代表デビュー。2006 FIFAワールドカップではグループステージ全3試合に出場した。2009年までに通算27試合に出場、3得点をあげた。

## 代表歴

### 出場大会
- エクアドル代表
  - 2006 FIFAワールドカップ

### 試合数
- 国際Aマッチ 27試合 3得点（2004年-2009年）[1]

| エクアドル代表 | 国際Aマッチ | 国際Aマッチ |
| 年             | 出場        | 得点        |
| -------------- | ----------- | ----------- |
| 2004           | 1           | 0           |
| 2005           | 1           | 0           |
| 2006           | 9           | 0           |
| 2007           | 9           | 2           |
| 2008           | 6           | 1           |
| 2009           | 1           | 0           |
| 通算           | 27          | 3           |